# 韦尔河畔新城
韦尔河畔新城（法語：Villeneuve-sur-Vère，法語發音：[vilnœv syʁ vɛʁ]）是法国奧克西塔尼大區塔恩省的一个市镇，属于阿尔比区。

## 地理
韦尔河畔新城（44°0'7"N, 2°1'42"E）面积15.89 平方千米，位于法国奧克西塔尼大區塔恩省，该省份为法国南部内陆省份，北起顺时针与阿韦龙省、埃罗省、奥德省、上加龙省和塔恩-加龙省接壤。
与韦尔河畔新城接壤的市镇（或旧市镇、城区）包括：塞斯泰罗尔、利弗尔卡泽勒、马约克、米亚韦、诺阿耶、维拉克。

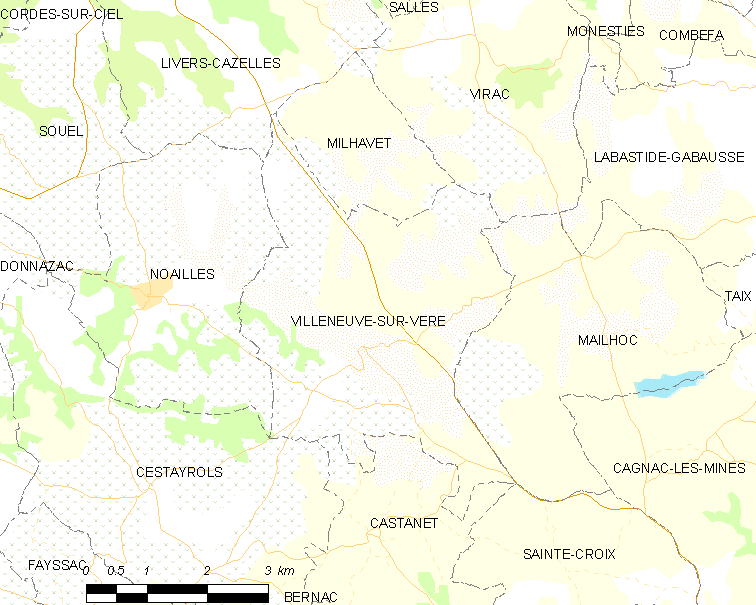
韦尔河畔新城的OSM定位图

韦尔河畔新城的时区为UTC+01:00、UTC+02:00（夏令时）。

## 行政
韦尔河畔新城的邮政编码为81130，INSEE市镇编码为81319。

## 政治
韦尔河畔新城所属的省级选区为阿尔比第三县。

## 人口

1962-2008年间韦尔河畔新城人口变化图示

韦尔河畔新城于2022年1月1日时的人口数量为533人。